# Champ Car Series 1985
De Champ Car Series 1985 was het zevende CART kampioenschap dat gehouden werd tussen 1979 en 2007. Het werd gewonnen door Al Unser Sr., die het kampioenschap won met 1 punt voorsprong op zijn zoon Al Unser Jr. De race op het circuit van Indianapolis werd gewonnen door Danny Sullivan. Arie Luyendyk werd achttiende en Jan Lammers werd zesentwintigste in de eindstand van het kampioenschap.

## Races
|    | Datum        | Circuit                         | Winnaar                | Tweede             | Derde                  | Pole position  |
| 1  | 14 april     | Stratencircuit Long Beach       | Mario Andretti         | Emerson Fittipaldi | Danny Sullivan         | Mario Andretti |
| 2  | 26 mei       | Indianapolis Motor Speedway     | Danny Sullivan         | Mario Andretti     | Roberto Guerrero       | Pancho Carter  |
| 3  | 2 juni       | Milwaukee Mile                  | Mario Andretti         | Tom Sneva          | Rick Mears             | Mario Andretti |
| 4  | 16 juni      | Portland International Raceway  | Mario Andretti         | Al Unser Jr.       | Emerson Fittipaldi     | Danny Sullivan |
| 5  | 30 juni      | Meadowlands Sports Complex      | Al Unser Jr.           | Emerson Fittipaldi | Al Unser Sr.           | Mario Andretti |
| 6  | 7 juli       | Cleveland                       | Al Unser Jr.           | Geoff Brabham      | Al Unser Sr.           | Bobby Rahal    |
| 7  | 28 juli      | Michigan International Speedway | Emerson Fittipaldi     | Al Unser Sr.       | Tom Sneva              | Rick Mears     |
| 8  | 4 augustus   | Road America                    | Jacques Villeneuve Sr. | Michael Andretti   | Alan Jones             | Danny Sullivan |
| 9  | 18 augustus  | Pocono Raceway                  | Rick Mears             | Al Unser Jr.       | Al Unser Sr.           | Rick Mears     |
| 10 | 1 september  | Mid-Ohio Sports Car Course      | Bobby Rahal            | Danny Sullivan     | Jacques Villeneuve Sr. | Bobby Rahal    |
| 11 | 8 september  | Sanair Super Speedway           | Johnny Rutherford      | Pancho Carter      | Al Unser Jr.           | Bobby Rahal    |
| 12 | 22 september | Michigan International Speedway | Bobby Rahal            | Rick Mears         | Ed Pimm                | Bobby Rahal    |
| 13 | 6 oktober    | Laguna Seca                     | Bobby Rahal            | Al Unser Sr.       | Al Unser Jr.           | Bobby Rahal    |
| 14 | 13 oktober   | Phoenix International Raceway   | Al Unser Sr.           | Al Unser Jr.       | Mario Andretti         | Al Unser Sr.   |
| 15 | 9 november   | Stratencircuit Miami            | Danny Sullivan         | Bobby Rahal        | Al Unser Jr.           | Bobby Rahal    |

## Eindrangschikking (Top 10)
| Rank | Rijder                 | Ptn |
| ---- | ---------------------- | --- |
| 1.   | Al Unser Sr.           | 151 |
| 2.   | Al Unser Jr.           | 150 |
| 3.   | Bobby Rahal            | 134 |
| 4.   | Danny Sullivan         | 126 |
| 5.   | Mario Andretti         | 114 |
| 6.   | Emerson Fittipaldi     | 104 |
| 7.   | Tom Sneva              | 66  |
| 8.   | Jacques Villeneuve Sr. | 54  |
| 9.   | Michael Andretti       | 53  |
| 10.  | Rick Mears             | 51  |

1979 · 
1980 ·
1981 ·
1982 ·
1983 ·
1984 ·
1985 ·
1986 ·
1987 ·
1988 ·
1989 ·
1990 ·
1991 ·
1992 ·
1993 ·
1994 ·
1995 ·
1996 ·
1997 ·
1998 ·
1999 ·
2000 ·
2001 ·
2002 ·
2003 ·
2004 ·
2005 ·
2006 ·
2007